# Старое Пекельное
Старое Пекельное (укр. Старе Пекельне), село, 
Новомажаровский сельский совет, 
Зачепиловский район, 
Харьковская область.
Код КОАТУУ — 6322283008. Население по переписи 2001 года составляет 162 (76/86 м/ж) человека.

## Географическое положение
Село Старое Пекельное находится на правом берегу реки Орель в месте её пересечения автомобильной   дорогой М-18 (E 105), выше по течению реки примыкает село Новое Пекельное, ниже по течению примыкает село Зеньковщина, на противоположном берегу — город Перещепино (Днепропетровская область).

## История
- 1775 - дата основания.